# Міллі Меджліс Азербайджану
Міллі Меджліс (азерб. Azərbaycan Respublikasının Milli Məclisi — Національні збори Азербайджанської Республіки) — однопалатний парламент Азербайджану. 28 травня 1918 року Азербайджан проголосив себе незалежною державою, сформувавши вищий орган влади країни — Національні збори (Міллі Меджліс) Азербайджану.

## Історія
Міллі Меджліс (Національна Рада) був відновлений після розпаду СРСР на базі узгоджувальної парламентської комісії Верховної Ради Азербайджану 26 листопада 1991.
2 грудня 2019 року парламент майже одностайно ухвалив рішення про саморозпуск та звернення до Президента Ільхама Алієва з проханням провести позачергові парламентські вибори.

## Вибори
Депутати Міллі Меджлісу обираються на підставі мажоритарної виборчої системи й загальних, рівних і прямих виборів шляхом вільного, особистого й таємного голосування. Міллі Меджліс складається із 125 депутатів які обираються на п'ять років.
Вибори Міллі Меджлісу проводяться кожні п'ять років у першу неділю листопада. Не можуть бути обрані депутатами Міллі Меджлісу особи, що мають подвійне громадянство, мають зобов'язання перед іншими державами, працюють в системі виконавчої чи судової влади, особи, що займаються іншою прибутковою діяльністю, окрім наукової, педагогічної та творчої діяльності, релігійні діячі, особи, недієздатність яких підтверджується судом, засуджені за тяжкі злочини, такі, що відбувають покарання у місцях позбавлення волі за вироком суду, який набрав законної сили.
Термін повноважень депутатів обмежується терміном повноважень скликання Міллі Меджлісу.
Кожен громадянин Азербайджану у віці не молодше 25 років може бути обраний встановленим законом порядком депутатом Міллі Меджлісу.
Перші парламентські вибори в історії незалежного Азербайджану відбулись 1995 року. Більшість голосів отримала партія Гейдара Алієва «Новий Азербайджан» (62 %).

## Результат останніх виборів
Нинішній склад парламенту обрано 7 листопада 2010. Станом на початок грудня 2010, затверджено результати голосування у 115 округах, і парламент приступив до роботи на тлі звинувачень з боку опозиційних партій у масових фальсифікаціях і порушеннях під час проведення виборів та підрахунку голосів.
Головою парламенту обрано Октая Асадова.
Об'єднана опозиція — блок «Азадлиг» («Свобода»), блок «YeS — Нова політика» та Рух національної єдності — представлена у парламенті буквально кількома депутатами.

### Партії, що брали участь у виборах 2010
- Новий Азербайджан
- «Партії конструктивної опозиції»
  - Ана Ветен (Фазаїль Агамали)
  - Партія соціального благоденства (Хангусейн Кязимлі)
  - Альянс в ім'я Азербайджану (Абуталиб Самедов)
  - Єдина партія Народного фронту Азербайджану (Гудрат Гасангулієв)
  - Партія громадянської єдності (Сабир Гаджиєв)
  - Партія національної державності (Неймат Панахли)
  - Партія «Умід» (Ігбал Агазаде)
  - Партія «Велике створення» (Фазиль Газанфароглу)
  - Партія демократичних реформ (Асім Моллазаде)
  - Партія громадянської солідарності (Сабир Рустамханли)
- Об'єднана опозиція
  - Блок «Азадлиг» (Панах Гусейн)
    - Народний Фронт Азербайджану (Алі Керімлі)
    - Мусават (Іса Гамбар)
    - Демократична партія Азербайджану

  - Рух національної єдності (Лала Шевкет)
  - Блок «YeS — Нова політика»
  - Ліберальна партія Азербайджану

## Партії, представлені у парламенті
- Новий Азербайджан — 70
- Ана Ветен — 1
- Єдина партія Народного фронту Азербайджану — 1
- Партія громадянської єдності — 1
- Партія «Велике створення» — 1
- Партія демократичних реформ — 1
- Партія громадянської солідарності — 3

## Керівництво
| Скликання   | Керваник         | Перший заступник | Заступник        | Заступник         |
| ----------- | ---------------- | ---------------- | ---------------- | ----------------- |
| 1995 — 2000 | Расул Гулієв     | Аріф Рагімзаде   | Яшар Алиев       | -                 |
| 2000 — 2005 | Муртуз Алескеров | Аріф Рагімзаде   | Зияфет Аскеров   | Говхар Бахшалієва |
| 2005 — 2010 | Октай Асадов     | Зіяфет Аскеров   | Бахар Мурадова   | Валех Аскеров     |
| 2010 — 2015 | Октай Асадов     | Зіяфет Аскеров   | Бахар Мурадова   | Валех Аскеров     |
| 2015–2020   | Октай Асадов     | Зияфет Аскеров   | Бахар Мурадова   | Валех Аскеров     |
| 2020–2025   | Сахіба Гафарова  | Алі Гусейнлі     | Фазаил Ибрагимли | Аділь Алієв       |